# Kółko rolnicze
Kółko rolnicze – dobrowolna społeczno-zawodowa organizacja rolników, działająca w celu zwiększenia i doskonalenia produkcji rolnej. Część kółek utworzyła spółdzielnie kółek rolniczych (SKR), gospodarując gruntami lub oferując usługi w zakresie mechanizacji rolnictwa.

## Historia

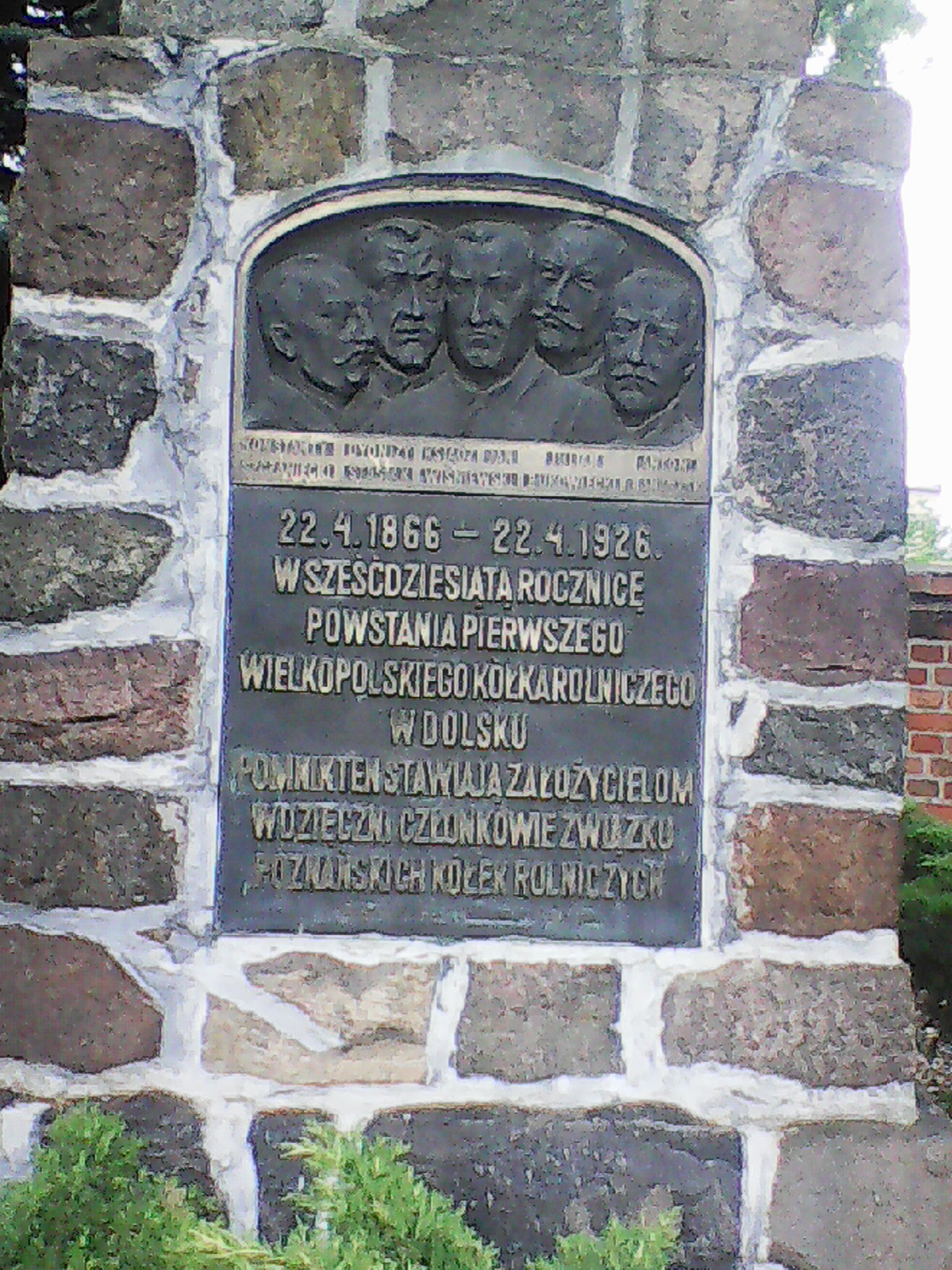
Tablica w Dolsku upamiętniająca utworzenie pierwszego kółka rolniczego w Wielkopolsce

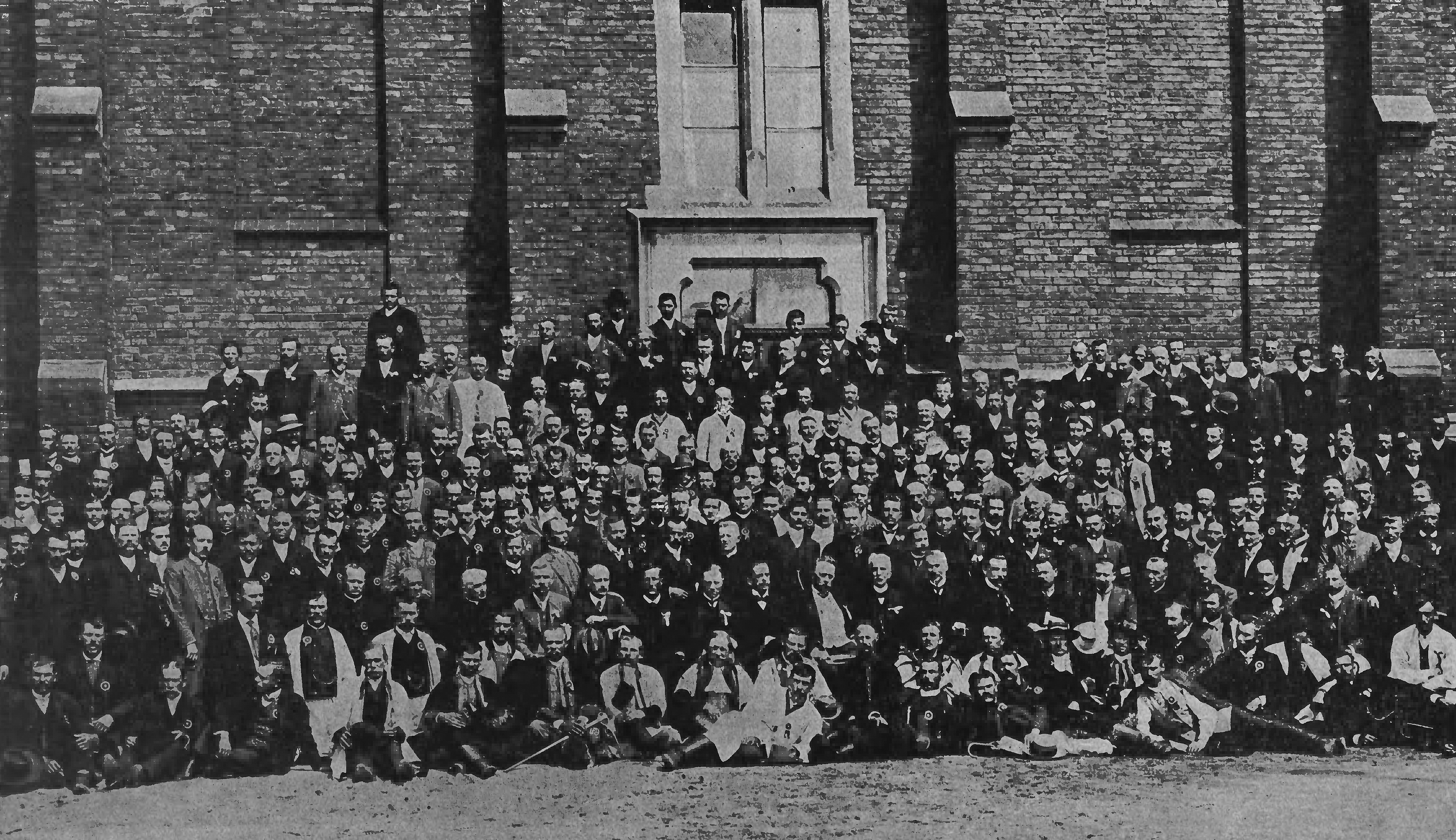
Zjazd kołek rolniczych w Krakowie – delegaci (1909)

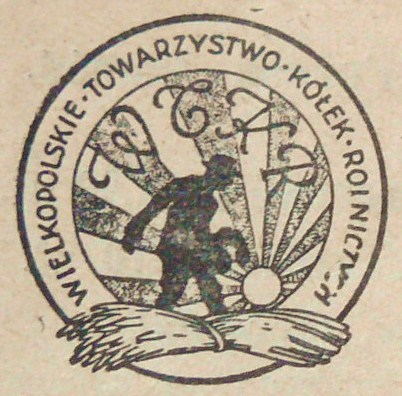
Wielkopolskie Towarzystwo Kółek Rolniczych – logo z 1929

Pierwsze kółka rolnicze na terenach polskich powstały w roku 1862 w Piasecznie koło Gniewa i w 1866 w Dolsku koło Śremu. Rozwinęły się w okresie międzywojennym.
W PRL traktowane przez władze jako narzędzie socjalistycznej przebudowy wsi, kolektywizacji i realizacji zasad demokracji socjalistycznej na wsi. Po 1944 r. przejęte przez Związek Samopomocy Chłopskiej, po 1956 r. odrodziły się, od 1959 zostały przymusowo zrzeszone w Centralnym Związku Kółek Rolniczych.
W latach 70. XX w., popierane przez władze, kółka rolnicze odeszły od swojej tradycyjnej funkcji wspólnego użytkowania maszyn i świadczenia usług dla gospodarstw chłopskich. Coraz częściej rozwijały zespołową produkcję roślinną i zwierzęcą, stając się jedną z form własności społecznej ziemi. Obszar gruntów przez nie użytkowanych powiększył się o 143%.
Od 1975 r. wraz z Kołami Gospodyń Wiejskich i branżowymi organizacjami rolniczymi tworzą Krajowy Związek Rolników, Kółek i Organizacji Rolniczych (KZRKiOR).

## Kółka rolnicze według ustawy z 1982 r.
Na podstawie ustawy z 1982 r. o społeczno-zawodowych organizacjach rolników określono zasady funkcjonowania kółek rolniczych. Sposoby wykonania ustawy regulowało rozporządzenie Rady Ministrów z 1983 roku. Rozporządzeniem Rady Ministrów z 2000 r. dokonano zmiany w sprawie wykonania niektórych przepisów ustawy o społeczno-zawodowych organizacjach rolników.
Kółko rolnicze jest dobrowolną, niezależną i samorządną, społeczno-zawodową organizacją rolników indywidualnych, reprezentującą całokształt ich interesów zawodowych i społecznych.
Terenem działalności kółka rolniczego może być jedna bądź więcej sąsiadujących ze sobą wsi. Terenem działalności kółka rolniczego może być także miasto.

### Członkostwo w kółkach rolniczych
Członkiem kółka rolniczego może być:
- osoba prowadząca indywidualne gospodarstwo rolne jako jego właściciel, posiadacz bądź użytkownik;
- pełnoletni członek rodziny rolnika wymienionego w pkt 1, pracujący w prowadzonym przez niego gospodarstwie rolnym;
- osoba, która przekazała gospodarstwo rolne za emeryturę lub rentę.

### Statut kółka rolniczego
Statut kółka rolniczego powinien określać:
- nazwę i siedzibę kółka;
- podmiotowy i terytorialny zakres jego działania;
- cele i zadania kółka oraz środki ich realizacji;
- zakres i przedmiot działalności gospodarczej;
- sposób wstępowania i występowania członków oraz utraty członkostwa;
- prawa i obowiązki członków;
- sposób ustanawiania składek członkowskich;
- strukturę organizacyjną kółka;
- organy kółka, ich kompetencje, okres kadencji oraz tryb ich wyboru i odwoływania przed upływem kadencji;
- warunki podejmowania i ważności uchwał organów kółka;
- sposób reprezentowania kółka na zewnątrz;
- majątek kółka oraz sposób dysponowania tym majątkiem;
- sposób zaciągania przez kółko zobowiązań majątkowych;
- zasady podziału nadwyżki z prowadzonej działalności gospodarczej;
- sposób zmiany statutu.

### Założenie kółka rolniczego
Z inicjatywą założenia kółka rolniczego może wystąpić co najmniej dziesięć osób, w tym co najmniej osiem osób prowadzących gospodarstwa rolne jako ich właściciele, posiadacze lub użytkownicy.
Osoby będące członkami założycielami, wybierają spośród siebie komitet założycielski oraz uchwalają statut kółka rolniczego.

### Rejestracja kółka rolniczego
Kółko rolnicze podlega obowiązkowi rejestracji w Krajowym Rejestrze Sądowym. Rejestracji podlegają także zmiany statutu kółka rolniczego; przez zmianę statutu rozumie się również uchwalenie przez istniejące kółko nowego statutu. Z chwilą dokonania rejestracji kółko rolnicze nabywa osobowość prawną.
Organ rejestrowy wpisuje do rejestru kółko i jego statut oraz zmiany statutu już istniejącego, gdy odpowiadają one wymaganiom określonym w ustawie.
Jeżeli organ rejestrowy stwierdzi, że statut lub jego zmiany nie spełniają wymogu, uzależni rejestrację kółka rolniczego i jego statutu lub zmiany statutu od dokonania odpowiednich poprawek, wyznaczając w tym celu stosowny termin.

### Wykreślenie z rejestracji kółka rolniczego
Kółko rolnicze podlega wykreśleniu z rejestru, jeżeli:
- podjęta zostanie, zgodnie ze statutem, uchwała o rozwiązaniu kółka;
- uchwalona zmiana statutu nie odpowiada wymaganiom określonym w ustawie, a kółko rolnicze, mimo wskazania przez organ rejestrowy na zaistniałe uchybienia, nie podejmie uchwały usuwającej te uchybienia bądź nie odstąpi od zmiany statutu;
- liczba członków kółka osiągnie stan poniżej liczby określonej w ustawie;
- w innych wypadkach przewidzianych w ustawie.

### Działalność kółka rolniczego przed rejestracją
Do czasu rejestracji kółka rolniczego, a następnie do czasu wyboru zgodnie ze statutem jego organów, w imieniu kółka działa jego komitet założycielski. Za czynności dokonane w imieniu kółka rolniczego przed jego rejestracją, członkowie komitetu założycielskiego odpowiadają wobec osób trzecich solidarnie, zaś za zobowiązania wynikające z tych czynności po rejestracji kółka odpowiada kółko rolnicze, tak jak za zobowiązania zaciągnięte przez siebie, z tym że członkowie komitetu założycielskiego odpowiadają za nie wobec kółka według przepisów prawa cywilnego.